# Suffolk Coastal
Suffolk Coastal is een kiesdistrict en was een lokaal bestuursdistrict in het graafschap Suffolk, district East Suffolk en telt 115.141 inwoners. De oppervlakte bedraagt 892 km².
Van de bevolking is 20,8% ouder dan 65 jaar. De werkloosheid bedraagt 2,2% van de beroepsbevolking (cijfers volkstelling 2001).

## Plaatsen in Suffolk Coastal
- Aldeburgh
- Felixstowe
- Framlingham
- Kesgrave
- Leiston
- Orford
- Woodbridge